# Bosc de Gramenet (Beranui)
El Bosc de Gramenet és un bosc del terme municipal de la Torre de Cabdella, al Pallars Jussà, dins de l'antic terme de Mont-ros.
Està situat al sud-oest del poble de Gramenet de Beranui, i al nord-est del de Beranui, en el vessant nord-oriental del Tossal de Beranui.